# Rasdhoo
Rasdhoo (malediw. ރަސްދޫ) – wyspa na Malediwach, stolica atolu Alif Alif. Według danych na rok 2014 liczyła 1067 mieszkańców.